# Харада, Кэйко
Кэйко Харада (яп. 原田敬子, 17 апреля 1968, Токио) — японский композитор.

## Биография
Окончила высшую музыкальную школу Toho Gakuen в Токио (1992). Посещала летние курсы современной музыки в Дармштадте (1988—1996), училась у Брайана Фернихоу. В 1991—1998 занималась также у Тосио Хосокавы. В настоящее время преподает в Toho Gakuen. Выступает как кинокомпозитор.

## Избранные сочинения
- Midstream для кларнета и аккордеона (1997)
- heavy wood для пяти исполнителей (1998)
- BONE+ для аккордеона соло (1999)
- Abyss II для аккордеона, гобоя, скрипки и виолончели (2001)
- Sonora Distancia III для аккордеона, фортепиано, перкуссии, арфы и оркестра (2001)
- Third Ear deaf II для блокфлейты и шо (2001)

## Исполнители
Среди исполнителей музыки Кэйко Харады — немецкий Ensemble Modern, аккордеонист Штефан Хуссонг, Йо-Йо-Ма и др.

## Признание
Лауреат нескольких национальных премий.